# José María Martínez-Hidalgo y Terán
José María Martínez-Hidalgo i Terán (Sama, 11 de desembre del 1913 - Barcelona, 7 de febrer del 2005) fou un mariner mercant, oficial de l'armada espanyola i director del Museu Marítim de Barcelona (1958-1983).

## Biografia
L'any 1958 va ser nomenat director del Museu Marítim de Barcelona, i el 1960 va projectar un conjunt de reformes en l'edifici de les Drassanes Reials de Barcelona per adequar el museu, consistents en l'enderrocament dels envans de les naus IV i V i el trasllat dels tallers a la nau V, l'ampliació de la sala Marques de Comillas a les naus IX i X, la construcció d'una escala a la nau X fins al nivell de la sala Pere IV i el cobriment de les naus de la VI a la X, que van començar en 1965. La construcció de la reproducció de la Galera Reial va començar el 1967 i s'inaugurà el 1971.
Va jubilar-se l'any 1983, tot i que va assistir al traspàs de titularitat del Museu amb l'arribada de la democràcia. Més tard es constituiria el "Consorci de les Drassanes Reials i Museu Marítim de Barcelona" el 1993.
Va recopilar durant deu anys tota la documentació sobre la Galera Reial que va publicar al seu llibre, Lepanto : la batalla, la galera "Real", recuerdos, reliquias y trofeo, i va començar la construcció el 1965 per acabar-la el 1971, just a punt per al quart centenari de la construcció original (a les mateixes Drassanes on es troba el museu) per a ser la capitana de Don Joan d'Àustria de la Lliga Santa contra els turcs a la batalla de Lepant (1571) en el golf de Corint.
El 1983, subvencionat per l'Armada Espanyola i l'Institut d'Història Naval i Cultura d'Espanya, José María Martínez-Hidalgo es va dedicar a l'estudi de les tres famoses Caravel·les de Colom. Aquest estudi es va utilitzar com a base per al projecte de construcció de les rèpliques exactes de la Santa Maria, la Pinta i la Niña, les tres naus de Colom.
També va col·laborar amb Javier Pastor Quijada en "Evocacions sobre la Coca de Mataró"

## Obra
Una breu selecció de la seva obra publicada és:
- A bordo de la "Santa María" : hombres y naves del descubrimiento.  Barcelona: Casa Provincial de Caridad, 1961.
- Catálogo general del Museo Marítimo 1965.  Barcelona: Diputación Provincial, DL 1965.
- Columbus' ships.  Barre (Massachusetts): Barre Publishers, 1966.
- Diccionario náutico : con equivalencias en inglés y francés.  Barcelona: Garriga, DL 1977.
- El Museu Marítim de Barcelona.  Barcelona: H.M.B., 1984. ISBN 8486054184.
- Enciclopedia general del mar.  Madrid: Garriga, 1957.
- Historia y leyenda de la aguja magnética : contribución de los españoles al progreso de la náutica.  Barcelona: Gustavo Gili, 1946.
- Las naves de Colón.  Barcelona: Cadí, 1969.
- Lepanto : la batalla, la galera "Real", recuerdos, reliquias y trofeo.  Barcelona: [Casa de Caridad], 1971.
- Magnetismo del buque y compensación de la aguja náutica.  Madrid: Garriga, [1958].
- Vocabulari marítim català-castellà i castellano-catalán.  Barcelona: Diputació de Barcelona, 1984.[10]